# 元谷外志雄
元谷 外志雄（もとや としお、1943年6月3日 - ）は、日本の実業家。2022年4月現在アパグループ会長。ペンネームは藤誠志（ふじせいじ)。

## 経歴
幼少期は父の事業を手伝っていた。1962年、石川県立小松高等学校を卒業。小松信用金庫（現・はくさん信用金庫）に入庫。勤務と並行して、慶應義塾大学経済学部通信教育部に通う（のちに中退）。北陸に拠点を置く金融機関の労働組合の会合にて、福井信用金庫に勤務していた西川芙美子と知り合い、結婚する。9年後に退社し、注文住宅販売会社「信金開発株式会社」（のちアパ株式会社）を創業。33歳でマンション事業を起業。マンションやホテル、レストラン事業などを中核とする14の企業からなるアパグループの代表となる。

## 人物
- 自ら編集長を務める月刊誌『アップルタウン』（毎月5万5千部発行）に、「藤誠志」のペンネームで社会時評エッセイを執筆している[3]。
- 「真の近現代史観」懸賞論文を主催し、大賞は自身のペンネームを冠し「最優秀藤誠志賞」としている。この懸賞をめぐっては、2008年に田母神俊雄が航空幕僚長を更迭される田母神論文問題の原因となったことから、元谷は歴史学者から「歴史修正主義のプロモーターともいうべき人物」と評されている[4]。
- 李登輝[5]、金泳三[6]、森喜朗[7]、リチャード・アーミテージ[8]、ドミトリー・プロホロフ[9]などと対談を行ったことがある。
- 息子の元谷拓によれば、性格は「ある程度野放しだけれど締めるところは締める」「拒否権だけはある」といい、一見豪快に見えるが細かい部分もあるという[10]。実際、過去には妻・芙美子との銀婚式に合わせ、ホテル一棟（アパホテル板橋駅前）を丸ごとプレゼントしたが、「借金付きだからちゃんと働いて返せよ」というオチもあった[10]。

## 著書
- 『異端児の哲学 快刀乱麻―自らの世界観で時代を駆け抜ける男』北國新聞、1993年5月30日。ISBN 978-4833008075。
- 『事業はロマン』致知出版社、2003年5月。ISBN 978-4884746483。
- 『報道されない近現代史　―戦後歴史は核を廻る鬩ぎ合い』産経新聞出版、2008年4月。ISBN 978-4863060586。
- 『誰も言えない国家論』産経新聞出版、2010年6月9日。ISBN 978-4863060722。
- 誇れる祖国、日本（シリーズ全8巻）幻冬舎
- 誇れる祖国　日本復活への提言（シリーズ全3巻）

「藤誠志」名義の著書
- 『迷走日本に「喝」! 世紀末日本を問う ―藤誠志の体験時評集I―』北國新聞社出版局、2017年2月20日。ISBN 978-4833010054。

## 家族
- 妻の芙美子はアパホテル株式会社取締役社長。
  - 長男の一志（いっし）は、グループ統括会社のアパグループ株式会社代表取締役社長兼CEO[1]。
  - 次男の拓は、アパグループ株式会社代表取締役専務[1]。